# Stretta e bagnata
Stretta e bagnata è un film pornografico del 1981 diretto da Alexander Borsky (alias Joe D'Amato). Il film, che annovera come protagonisti Mark Shanon e Nadine Roussial, famosi pornodivi italiani degli Anni Ottanta del XX secolo, mescola cliché tipici della commedia sexy all'italiana con scene di pornografia. È noto anche con il titolo I pornoimbrogli.

## Trama
Una vedova inconsolabile rimpiange con tristezza le brillanti prestazioni sessuali del defunto marito, perciò fa visita a un cartomante e s'accoppia con lui, credendolo la reincarnazione del marito, ma viene scoperta e ricattata dalla nipote con la complicità d'un amico gondoliere.